# Parrocchia di Saint Mark (Grenada)
La parrocchia di Saint Mark si trova nella parte nord-occidentale dell'isola di Grenada. Si tratta della più piccola parrocchia dell'isola e comprende la cima più elevata del paese, il Mount Saint Catherine.

## Principali centri abitati
- Victoria